# Paulina Dudek
Paulina Dudek (Gorzów Wielkopolski, 16 giugno 1997) è una calciatrice polacca, difensore del Paris Saint-Germain e della nazionale polacca.

## Palmarès

### Club
- Campionato polacco: 3

Medyk Konin: 2014-2015, 2015-2016, 2016-2017
- Coppa di Polonia: 2

Medyk Konin: 2014-2015, 2015-2016
- Campionato francese: 1

Paris Saint-Germain: 2020-2021